# Stanisława Leszczyńska

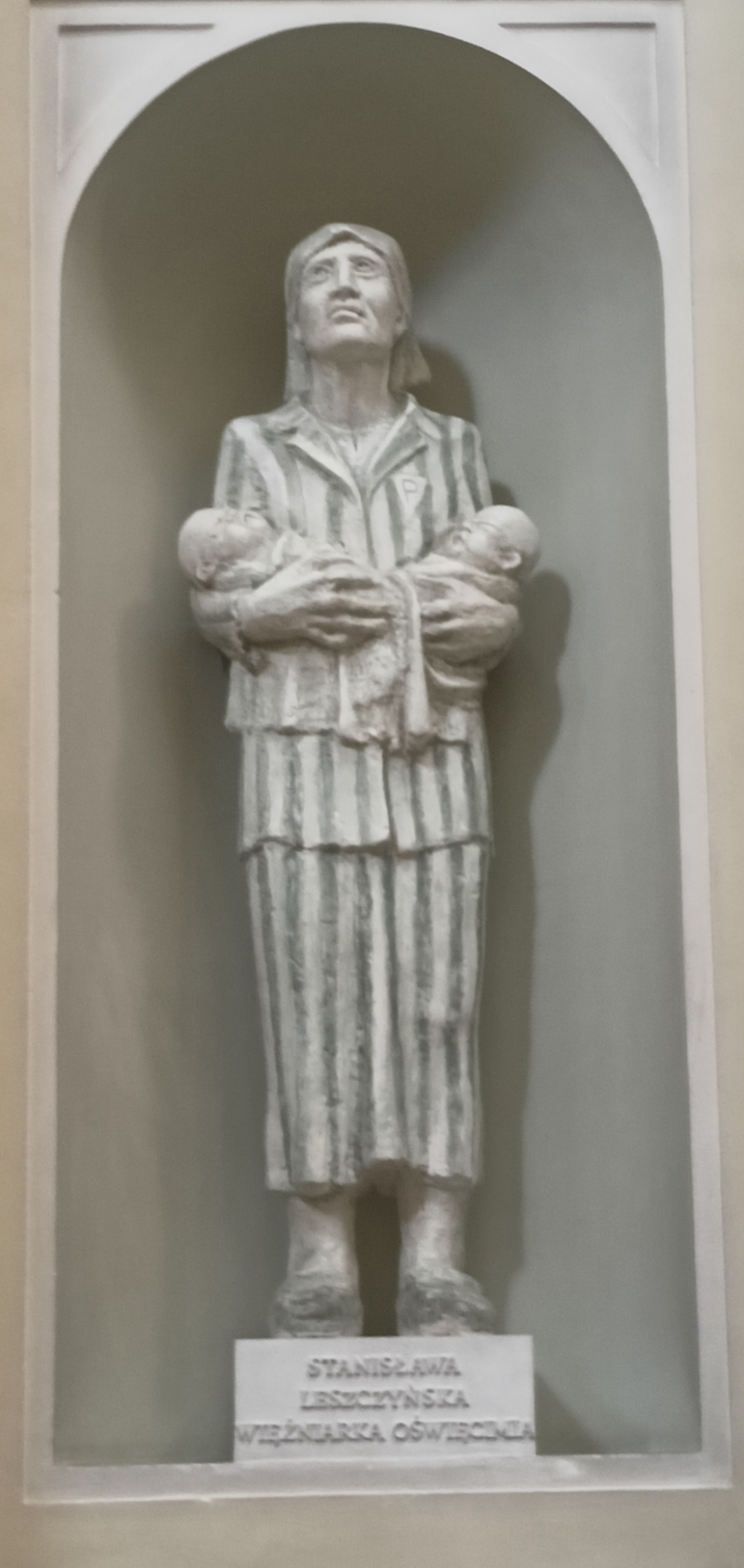
Figura Stanisławy Leszczyńskiej w Kolegiacie św. Anny w Warszawie (Wilanów)

Stanisława Leszczyńska (ur. 8 maja 1896 w Łodzi, zm. 11 marca 1974 tamże) – polska położna osadzona w niemieckim nazistowskim obozie koncentracyjnym Auschwitz-Birkenau, wolontariuszka nazywana „Mateczką” oraz Służebnica Boża Kościoła katolickiego. Swoje przeżycia z obozu opisała w pracy Raport położnej z Oświęcimia, która powstawała od przejścia Leszczyńskiej na emeryturę. Pierwsze wydanie wspomnień miało miejsce w „Przeglądzie Lekarskim” w 1965.

## Życiorys

### Wczesne lata
Była córką Jana i Henryki Zambrzyckich. Jej ojciec trudnił się stolarstwem, a matka pracowała w fabryce włókienniczej „I.K. Poznański”. W 1908 roku Stanisława wyjechała wraz z całą rodziną do Rio de Janeiro, gdzie mieszkała jej bliska krewna ze strony matki. Do kraju powróciła w 1910, podejmując przerwaną wyjazdem naukę w progimnazjum, które ukończyła w 1914. W czasie I wojny światowej pracowała w Komitecie Niesienia Pomocy Biednym.
W 1920 przeniosła się do Warszawy, gdzie zaczęła naukę w Szkole Położniczej, kończąc ją z wyróżnieniem w 1922.
Leszczyńscy tuż przed wybuchem II wojny światowej mieszkali w Łodzi na Bałutach, przy ul. Żurawiej 7. Gdy na tym terenie powstało getto żydowskie, przeprowadzili się na pobliską ul. Wspólną 3.

### II wojna światowa
Podczas okupacji niemieckiej w Łodzi męscy członkowie rodziny Leszczyńskich działali w strukturach Narodowych Sił Zbrojnych (NSZ) w tym mieście.
Cała rodzina została aresztowana w nocy z 19 na 20 lutego 1943 r. podczas dużej wpadki tej organizacji. Stanisława wraz z córką zostały osadzone w więzieniu kobiecym przy ul. Gdańskiej 13, natomiast ojciec z synami w więzieniu przy ul. S. Sterlinga (wówczas Robert-Koch-Str.) 16. Kobiety zostały wywiezione do KL Auschwitz-Birkenau (17 kwietnia 1943), natomiast mężczyźni po śledztwie i wyroku, przez więzienie na Radogoszczu do KL Gross-Rosen (tu od 23 VI 1943).
W KL Birkenau pracowała jako położna (więzień nr 41335). Funkcję tę pełniła aż do momentu wyswobodzenia obozu przez Armię Czerwoną (27 stycznia 1945). Na tym stanowisku, sprzeciwiając się wyraźnym rozkazom władz obozowych, przyjęła ok. 3000 porodów.

### Ostatnie lata
Swoje przeżycia z obozu opisała w książce Raport położnej z Oświęcimia, która powstawała od przejścia Leszczyńskiej na emeryturę w 1957. Pierwsze wydanie wspomnień miało miejsce w „Przeglądzie Lekarskim” w 1965 roku. Książka stała się kanwą rapsodu teatralnego Oratorium oświęcimskie z muzyką Anny German i Jerzego Maksymiuka (premiera 1970).
Również szczęśliwie ocaleli męscy członkowie rodziny Leszczyńskich.
Zmarła 11 marca 1974 na nowotwór, jej pogrzeb odbył się na łódzkim cmentarzu św. Rocha przy ulicy Zgierskiej na Radogoszczu. W 1996 jej szczątki zostały przeniesione do kościoła pw. Wniebowzięcia NMP.

## Życie prywatne
17 października 1916 poślubiła Bronisława Leszczyńskiego (ur. 1888), zecera, z którym miała czwórkę dzieci: córkę Sylwię i synów: Bronisława, Stanisława i Henryka.
Prababcia cioteczna Anny Lewandowskiej.

## Publikacje
- Stanisława Leszczyńska (zebrał i opracował Bohdan Bejze): Macierzyńska miłość życia: teksty o Stanisławie Leszczyńskiej. Warszawa: Akademia Teologii Katolickiej, 1984. OCLC 760907742. Brak numerów stron w książce
- Stanisława Leszczyńska: Nie, nigdy! Nie wolno zabijać dzieci. Warszawa: Wydawnictwo Sióstr Loretanek, 1991. ISBN 83-85013-64-4. OCLC 749775844. Brak numerów stron w książce

## Upamiętnienie
Imię Stanisławy Leszczyńskiej od 1983 nosi Krakowska Szkoła Położnych (obecnie Krakowska Medyczna Szkoła Policealna im. Stanisławy Leszczyńskiej nr 1 w Krakowie, od 2023 r. włączona do Małopolskiego Zespołu Jednostek Edukacyjnych w Krakowie). Jej wizerunek widnieje także na Kielichu Życia i Przemiany Narodu, złożonym przez pielęgniarki na Jasnej Górze, jako wotum na sześćsetlecie obecności cudownego obrazu Matki Boskiej, podczas uroczystości 3 maja 1982. Dziesięć lat później rozpoczął się proces beatyfikacyjny Stanisławy Leszczyńskiej.
Imię Stanisławy Leszczyńskiej nosi jedna z ulic w okolicach dawnego KL Auschwitz w Oświęcimiu, a także jedna z ulic w Łodzi. W 1985 odznaczona pośmiertnie Krzyżem Oświęcimskim.
W 2020 roku powstał film dokumentalny Położna o losach Stanisławy Leszczyńskiej, wyreżyserowany przez Marię Stachurską. 11 marca 2024 w centrum Manufaktura w Łodzi otwarto poświęconą jej wystawę.

## Proces beatyfikacyjny
11 marca 2024 został oficjalnie zamknięty etap procesu beatyfikacyjnego w archidiecezji łódzkiej, w którym przesłuchano 56 świadków, m.in. współwięźniarki. Na 1200 stron materiałów archiwalnych składaja się m.in. listy z obozu Stanisławy Leszczyńskiej.